# Benzylique
En chimie organique, le terme benzylique désigne
- une position saturée (hybride sp3) sur un squelette moléculaire voisinnant un groupement aromatique ou un hétérocycle aromatique;
- un fragment phényleméthyle, C6H5-CH2-, par exemple dans l'alcool benzylique, ou homologue substitué.

Les positions benzyliques sont sujettes à certaines réactions spécifiques, dû au groupement aromatique voisinnant, par exemple les oxydations benzyliques par le KMnO4, l'halogénation radicalaire, et l'hydrogénolyse.